# Bo Mårtensson
Nils Bo Folke "Mora" Mårtensson, född 10 april 1947, död 31 oktober 2023 i Malmö, var en svensk musiker.
Mårtensson var gitarrist i 1960-talsgruppen Gonks från Malmö, där han spelade med bland andra Ola Ström, men är kanske mest känd som karaktären Skumberg i TV-serierna Toffelhjältarna och Solstollarna. Han medverkade även på flera LP-skivor med Solstollarna-gänget.